# Feldzug von Eduard I. gegen Wales von 1277

Gwynedd nach dem verlorenen Krieg von 1277

Der Feldzug von Eduard I. gegen Wales von 1277 war ein Krieg, den der englische König Eduard I. zur Unterwerfung seines aufsässigen Vasallen Llywelyn ap Gruffydd, des Fürsten von Wales, führte.

## Vorgeschichte
Im Vertrag von Montgomery war Llywelyn ap Gruffydd, der Fürst von Gwynedd, 1267 vom englischen König Heinrich III. als Fürst von Wales anerkannt worden. Zwischen den anglonormannischen Marcher Lords und Llywelyn kam es jedoch in den nächsten Jahren zu bewaffneten Konflikten. Llywelyn verweigerte deshalb Eduard I., dem Sohn und Nachfolger Heinrichs III., die als Kronvasall verlangte Hommage, solange dieser nicht gegen die Übergriffe der Marcher Lords vorging. Eduard I. betrachtete Llywelyn deshalb als aufsässigen Vasallen und erklärte ihn am 12. November 1276 zum Rebellen.

## Englischer Feldzug von 1277
Eduard I. hatte seinen Feldzug nach Wales sorgfältig geplant und vorbereitet. Als Vorbilder dienten die erfolgreichen Feldzüge nach Gwynedd von König Johann 1211 und von seinem Vater Heinrich III. von 1241 und 1245. Eduard I. verließ sich jedoch nicht alleine auf sein Feudalheer, sondern hatte zusätzliche Söldnertruppen angeworben, darunter große walisische Kontingente aus Südwales. Unter den walisischen Truppen waren mindestens zwei Anführer, die 1271 von Llywelyn zur Stellung von Geiseln als Beweis ihrer Loyalität gezwungen worden waren und deshalb nun den englischen König unterstützten. Auch die Marcher Lords stellten Truppen für die Armee des Königs, da sie sich nach einem englischen Sieg Territorialgewinne erhofften. Gilbert de Clare, der Lord of Glamorgan, wollte zudem Llywelyns Angriff auf Glamorgan von 1270 vergelten. Humphrey de Bohun wollte das 1262 von Llywelyn besetzte Brecknockshire zurückerobern, und auch John Giffard, William de Braose von Gower sowie die Lords von Llanstephan und Laugharne Castle unterstützten den Feldzug. 
Der König sammelte drei Armeen in Chester, Montgomery und Carmarthen, die Führung übertrug er dem Earl of Warwick in Chester, Roger Mortimer in Montgomery und Payn de Chaworth, dem Lord von Kidwelly in Carmarthen. Chaworth unternahm bereits im Januar 1277 einen Vorstoß in das Tal des Tywi. Im April und Mai konnte er die wichtigsten walisischen Lords in Südwestwales, Gruffydd ap Maredudd und Rhys ap Maredudd zur Aufgabe bewegen, die sich ihm in der Hoffnung ergaben, als Belohnung für ihre Unterwerfung die Gebiete ihrer walisischen Verwandten und Nachbarn zu erhalten. Am 1. Juli leisteten Rhys ap Maredudd, Rhys Wyndod, Gruffydd und Cynan ap Maredudd sowie Rhys Fychan dem König förmlich Hommage. Chaworth besetzte Dinefwr Castle, die alte Residenz der Fürsten von Deheubarth sowie Llandovery und Carreg Cennen Castle, anschließend besetzte er erstaunlich rasch Ceredigion. Er wurde schließlich von Edmund Crouchback, dem Bruder des Königs, abgelöst, der am 25. Juli 1277 mit dem Bau von Aberystwyth Castle begann. 
Die königlichen Truppen aus Chester besetzten Powys Fadog, wo die walisische Garnison von Dinas Bran die Burg im Mai in Brand setzte, bevor sie in englische Hände fallen konnte. Llywelyns neue Burg von Dolforwyn in Mittelwales ergab sich nach achttägiger Belagerung am 8. April den Truppen Roger Mortimers. Im besetzten Builth begann bereits im Mai die Wiedererrichtung von Builth Castle.   
Der König berief sein Feudalheer für den 1. Juli nach Worcester, und als er mit seiner Armee am 15. Juli 1277 in Chester erschien, waren die Verbündeten Llywelyns bereits geschlagen oder hatten sich ergeben. Der König hatte neben den Rittern seines Haushalts eine Armee von über 15.600 Fußsoldaten aufgeboten, begleitet wurde er von Dafydd, dem Bruder Llywelyns, der nach einer missglückten Verschwörung gegen seinen Bruder seit 1274 im englischen Exil lebte. Der König führte seine Armee in kleinen Etappen entlang der Küste von Nordwales nach Westen. Er ließ durch etwa 1800 Holzfäller breite Schneisen in die Wälder schlagen, so dass sein Heer ohne Gefahr durch Hinterhalte bis zum River Conwy  vorstoßen konnte. Wie bereits in Builth und in Aberystwyth begann er in Flint und Rhuddlan er mit dem Neubau von Burgen zur Sicherung seiner Eroberungen. Bereits im August waren 2300 Arbeiter mit dem Bau von Flint Castle beschäftigt. Am 29. August erreichte das königliche Heer Deganwy am Conwy. Der König hatte eine Flotte von 26 Schiffen zum River Dee beordert. Die Schiffe wurden zum Großteil von den Cinque Ports gestellt, das Kommando über die Flotte hatte Stephen de Pencester, der Lord Warden of the Cinque Ports. Die Flotte übernahm zuerst den Transport des Nachschubs für die entlang der Küste marschierende englische Armee. Im August setzte mit Hilfe der Schiffe eine Streitmacht von 2000 Soldaten unter dem Kommando von Otton de Grandson und John de Vescy zu der Insel Anglesey über. Anglesey galt als die Kornkammer von Wales und versorgte ganz Nordwales mit Getreide. Die englischen Soldaten eroberten die Insel, und anschließend brachten 360 englische Arbeiter die Getreideernte ein, so dass in Gwynedd eine Hungersnot drohte. Llywelyn war mit seinen walisischen Truppen in das Bergland von Snowdonia zurückgewichen. Da der Großteil des Feudalheeres nach Ablauf ihrer 40-tägigen Dienstzeit ihren Dienst beendete, verhielt sich der König abwartend und verlegte am 12. September sein Hauptquartier von Deganwy nach Rhuddlan zurück. Er konnte in Ruhe abwarten, denn das Ergebnis des Feldzugs war für die Waliser verheerend. Llywelyn erklärte sich im September bereit für Verhandlungen, und am 9. November 1277, ein Jahr nachdem er zum Rebellen erklärt worden war, akzeptierte er seine Niederlage im Vertrag von Aberconwy.
Im Vergleich zu König Johann 1211 war Eduard I. nicht weit nach Gwynedd vorgestoßen, und sein Vater Heinrich III. war 1241 schneller vorgestoßen. Dennoch verlief auch der Feldzug von Eduard I. erfolgreich. Zu dem Erfolg hat nicht nur Besetzung von Anglesey mit Hilfe einer Flotte beigetragen, sondern auch die Sicherung des Vormarsches und des Nachschubs durch die Anlage neuer Schneisen durch die dichten walisischen Wälder.